# Anja Wicker
Anja Wicker (* 22. Dezember 1991) ist eine querschnittgelähmte deutsche Behindertensportlerin im Bereich des nordischen Skisports. Zusätzlich startet sie im Sommer im Handbike.

## Werdegang
Ihre ersten Erfolge feierte Wicker im Winter 2009/10. So sicherte sie sich bei den Deutschen Meisterschaften in Isny im Allgäu insgesamt drei Titel. So gewann sie neben dem Sprint auch das Mittelstreckenrennen sowie das Einzelrennen im Biathlon. Im Weltcup startete Wicker wenig später in Oberried erstmals im Biathlon. Dabei wurde sie über die Kurzstrecke Siebente, fiel aber in der folgenden Verfolgung auf Rang acht zurück. Über die 10 km in Bessans wurde sie Zehnte.
In der Saison 2010/11 sicherte sie sich bei den Deutschen Meisterschaften drei Silbermedaillen. Beim Weltcupfinale in Finsterau erreichte sie zwei vierte und einen fünften Platz. Bei den folgenden Weltmeisterschaften landete sie im Biathlon auf Rang vier im Sprint und Rang sieben über 10 km.
Zur Saison 2011/12 erreichte Wicker in Sjusjøen ihren ersten Podestplatz mit Rang drei im Skilanglauf-Sprint. Bei den folgenden Deutschen Meisterschaften gewann sie nach 2010 erneut drei Titel. Beim Weltcup in Minneapolis stand sie in der Mittelstrecke wie auch im Sprint am Ende auf dem Podium. In Cable feierte sie wenig später ihren ersten Weltcup-Sieg über die 10-km-Distanz. Einen weiteren Sieg feierte sie wenig später in Vuokatti. In der Weltcup-Gesamtwertung erreichte Wicker Platz zwei im Skilanglauf und Platz drei im Biathlon.
In der Saison 2012/13 gewann sie erneut das Skilanglaufrennen in Cable und errang erneut drei Titel bei den Deutschen Meisterschaften. Bei den Weltmeisterschaften 2013 im schwedischen Solleftea gewann Wicker die Silbermedaille im Biathlon-Sprint.
Bei ihren ersten Winter-Paralympics 2014 in Sotschi holte Wicker überraschend im Biathlon über 10 km sitzend aufgrund eines fehlerfreien Schießens ihre erste Goldmedaille. Auch im Biathlon über 12,5 km sitzend erreichte sie wieder mit einem fehlerfreien Schießen eine Silbermedaille. Für ihre Leistungen bei diesen Paralympischen Spielen wurde sie von Bundespräsident Joachim Gauck mit dem Silbernen Lorbeerblatt ausgezeichnet.
Bei den Heimweltmeisterschaften in Finsterau 2017 holte sie sich ihren ersten WM-Titel im Biathlon über 12,5 Kilometer. Zwei Silbermedaillen, im Biathlon-Sprint und über 10 Kilometer, folgten bei dieser Veranstaltung. 2015, 2017 und 2021 war Wicker am Saisonende die Punktbeste im Biathlon-Weltcup, was ihr jeweils den Sieg im Gesamtweltcup brachte.
Bei den Weltmeisterschaften in Lillehammer 2021, die aufgrund der Corona-Pandemie erst im Jahr 2022 ausgetragen wurde, erreichte die Biathlon-Spezialistin mit einer starken Laufleistung überraschend den 3. Platz im Langlauf über 7,5 Kilometer und im Biathlon-Sprint gewann sie ihren zweiten WM-Titel nach 2017 mit 1,6 Sekunden Vorsprung vor Oksana Masters aus den USA. Im Biathlonrennen der Winter-Paralympics 2022 in Peking über 10 Kilometer gewann sie hinter den US-amerikanischen Spitzenathletinnen Kendall Gretsch und Oksana Masters die Bronzemedaille. Auch bei den Weltmeisterschaften 2023 im schwedischen Östersund musste sie sich der überragenden Kendall Gretsch fünf Mal geschlagen geben und gewann vier Silbermedaillen und eine Bronzemedaille. Dafür gewann sie in der Saison 2022/2023 den Gesamtweltcup im Para-Langlauf.
Vom 6. bis 10. März 2024 fand in Prince George (Kanada) die Para-Biathlon-Weltmeisterschaft 2024 statt. Anja Wicker gewann zwei Silbermedaillen im Sprint und im Verfolgungsrennen. Im Team-Sprint gewann sie Bronze.

## Auszeichnungen
- 2014 und 2022: Silbernes Lorbeerblatt[4]